# Seznam guvernérů Kalifornie

Vlajka guvenéra Kalifornie

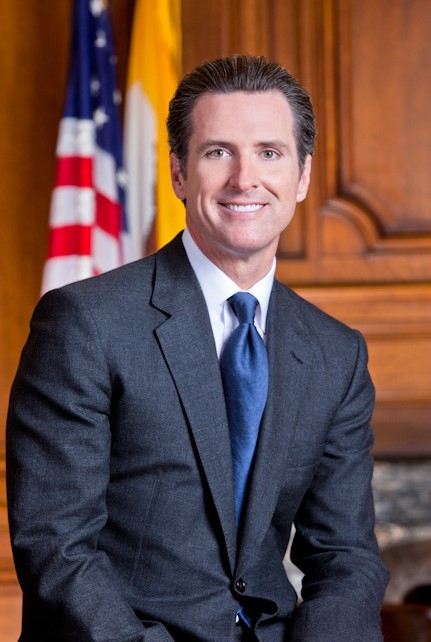
Gavin Newsom, dnešní guvenér Kalifornie

Guvenér Kalifornie je hlava vlády Kalifornie. Od roku 2019 je guvenérem Gavin Newsom.

## Seznam
| #  | Obrázek                        | Guvenér                | Nastoupil do úřadu | Opustil úřad                            | Strana               | Viceguvenér                    |
| -- | ------------------------------ | ---------------------- | ------------------ | --------------------------------------- | -------------------- | ------------------------------ |
| 1  |                                | Peter Hardeman Burnett | 20. prosince 1849  | 9. ledna 1851                           | Demokratická strana  | John McDougal                  |
| 2  |                                | John McDougal          | 9. ledna 1851      | 8. ledna 1852                           | Demokratická strana  | David C. Broderick (úřadující) |
| 3  |                                | John Bigler            | 8. ledna 1852      | 9. ledna 1856                           | Demokratická strana  | Samuel Purdy                   |
| 4  |                                | J. Neely Johnson       | 9. ledna 1856      | 8. ledna 1858                           | Americká strana      | Robert M. Anderson             |
| 5  |                                | John B. Weller         | 8. ledna 1858      | 9. ledna 1860                           | Demokratická strana  | Joseph Walkup                  |
| 6  |                                | Milton Latham          | 9. ledna 1860      | 14. ledna 1860                          | Demokratická strana  | John G. Downey                 |
| 7  |                                | John G. Downey         | 14. ledna 1860     | 10. ledna 1862                          | Demokratická strana  | Isaac N. Quinn (úřadující)     |
| 7  | Pablo de la Guerra (úřadující) | John G. Downey         | 14. ledna 1860     | 10. ledna 1862                          | Demokratická strana  |                                |
| 8  |                                | Leland Stanford        | 10. ledna 1862     | 10. prosince 1863                       | Republikánská strana | John F. Chellis                |
| 9  |                                | Frederick Low          | 10. prosince 1863  | 5. prosince 1867                        | Republikánská strana | Tim N. Machin                  |
| 10 |                                | Henry Huntly Haight    | 5. prosince 1867   | 8. prosince 1871                        | Demokratická strana  | William Holden                 |
| 11 |                                | Newton Booth           | 8. prosince 1871   | 27. února 1875                          | Republikánská strana | Romualdo Pacheco               |
| 12 |                                | Romualdo Pacheco       | 27. února 1875     | 9. prosince 1875                        | Republikánská strana | William Irwin (úřadující)      |
| 13 |                                | William Irwin          | 9. prosince 1875   | 8. ledna 1880                           | Demokratická strana  | James A. Johnson               |
| 14 |                                | George Clement Perkins | 8. ledna 1880      | 10. ledna 1883                          | Republikánská strana | John Mansfield                 |
| 15 |                                | George Stoneman        | 10. ledna 1883     | 8. ledna 1887                           | Demokratická strana  | John Daggett                   |
| 16 |                                | Washington Bartlett    | 8. ledna 1887      | 12. září 1887                           | Demokratická strana  | Robert Waterman                |
| 17 |                                | Robert Waterman        | 12. září 1887      | 8. ledna 1891                           | Republikánská strana | Stephen M. White (úřadující)   |
| 18 |                                | Henry Markham          | 8. ledna 1891      | 11. ledna 1895                          | Republikánská strana | John B. Reddick                |
| 19 |                                | James Budd             | 11. ledna 1895     | 4. ledna 1899                           | Demokratická strana  | Spencer G. Millard             |
| 19 | William T. Jeter               | James Budd             | 11. ledna 1895     | 4. ledna 1899                           | Demokratická strana  |                                |
| 20 |                                | Henry Gage             | 4. ledna 1899      | 7. ledna 1903                           | Republikánská strana | Jacob H. Neff                  |
| 21 |                                | George Pardee          | 7. ledna 1903      | 9. ledna 1907                           | Republikánská strana | Alden Anderson                 |
| 22 |                                | James Gillett          | 9. ledna 1907      | 3. ledna 1911                           | Republikánská strana | Warren R. Porter               |
| 23 |                                | Hiram Johnson          | 3. ledna 1911      | 15. března 1917                         | Republikánská strana | Albert Joseph Wallace          |
| 23 | Pokroková strana               | Hiram Johnson          | 3. ledna 1911      | 15. března 1917                         | John M. Eshleman     |                                |
| 23 | Pokroková strana               | Hiram Johnson          | 3. ledna 1911      | 15. března 1917                         | neobsazeno           |                                |
| 23 | Pokroková strana               | Hiram Johnson          | 3. ledna 1911      | 15. března 1917                         | William Stephens     |                                |
| 24 |                                | William Stephens       | 15. března 1917    | 8. ledna 1923                           | Republikánská strana | neobsazeno                     |
| 24 | Clement Young                  | William Stephens       | 15. března 1917    | 8. ledna 1923                           | Republikánská strana |                                |
| 25 |                                | Friend Richardson      | 8. ledna 1923      | 4. ledna 1927                           | Republikánská strana |                                |
| 26 |                                | Clement Young          | 4. ledna 1927      | 6. ledna 1931                           | Republikánská strana | Buron Fitts                    |
| 26 | neobsazeno                     | Clement Young          | 4. ledna 1927      | 6. ledna 1931                           | Republikánská strana |                                |
| 26 | Herschel L. Carnahan           | Clement Young          | 4. ledna 1927      | 6. ledna 1931                           | Republikánská strana |                                |
| 27 |                                | James Rolph            | 6. ledna 1931      | 2. června 1934                          | Republikánská strana | Frank Merriam                  |
| 28 |                                | Frank Merriam          | 2. června 1934     | 2. ledna 1939                           | Republikánská strana | neobsazeno                     |
| 28 | George J. Hatfield             | Frank Merriam          | 2. června 1934     | 2. ledna 1939                           | Republikánská strana |                                |
| 29 |                                | Culbert Olson          | 2. ledna 1939      | 4. ledna 1943                           | Demokratická strana  | Ellis E. Patterson             |
| 30 |                                | Earl Warren            | 4. ledna 1943      | 5. října 1953                           | Republikánská strana | Frederick F. Houser            |
| 30 | Goodwin Knight                 | Earl Warren            | 4. ledna 1943      | 5. října 1953                           | Republikánská strana |                                |
| 31 |                                | Goodwin Knight         | 5. října 1953      | 5. ledna 1959                           | Republikánská strana | Harold J. Powers               |
| 32 |                                | Pat Brown              | 5. ledna 1959      | 2. ledna 1967                           | Demokratická strana  | Glenn M. Anderson              |
| 33 |                                | Ronald Reagan          | 2. ledna 1967      | 6. ledna 1975                           | Republikánská strana | Robert Finch                   |
| 33 | Edwin Reinecke                 | Ronald Reagan          | 2. ledna 1967      | 6. ledna 1975                           | Republikánská strana |                                |
| 33 | John L. Harmer                 | Ronald Reagan          | 2. ledna 1967      | 6. ledna 1975                           | Republikánská strana |                                |
| 34 |                                | Jerry Brown            | 6. ledna 1975      | 3. ledna 1983                           | Demokratická strana  | Mervyn M. Dymally              |
| 34 | Michael Curb                   | Jerry Brown            | 6. ledna 1975      | 3. ledna 1983                           | Demokratická strana  |                                |
| 35 |                                | George Deukmejian      | 3. ledna 1983      | 7. ledna 1991                           | Republikánská strana | Leo T. McCarthy                |
| 36 |                                | Pete Wilson            | 7. ledna 1991      | 4. ledna 1999                           | Republikánská strana | Leo T. McCarthy                |
| 36 | Gray Davis                     | Pete Wilson            | 7. ledna 1991      | 4. ledna 1999                           | Republikánská strana |                                |
| 37 |                                | Gray Davis             | 4. ledna 1999      | 17. listopadu 2003                      | Demokratická strana  | Cruz Bustamante                |
| 38 |                                | Arnold Schwarzenegger  | 17. listopadu 2003 | 3. ledna 2011                           | Republikánská strana | Cruz Bustamante                |
| 38 | John Garamendi                 | Arnold Schwarzenegger  | 17. listopadu 2003 | 3. ledna 2011                           | Republikánská strana |                                |
| 38 | Mona Pasquilová (úřadující)    | Arnold Schwarzenegger  | 17. listopadu 2003 | 3. ledna 2011                           | Republikánská strana |                                |
| 38 | Abel Maldonado                 | Arnold Schwarzenegger  | 17. listopadu 2003 | 3. ledna 2011                           | Republikánská strana |                                |
| 39 |                                | Jerry Brown (podruhé)  | 3. ledna 2011      | 7. ledna 2019                           | Demokratická strana  |                                |
| 39 | Gavin Newsom                   | Jerry Brown (podruhé)  | 3. ledna 2011      | 7. ledna 2019                           | Demokratická strana  |                                |
| 40 |                                | Gavin Newsom           | 7. ledna 2019      | úřadující (mandát vyprší 4. ledna 2027) | Demokratická strana  | Eleni Kounalakisová            |

## Dosud žijící guvenéři
Dosud žijou čtyři bývalí guvernéři, jak je uvedeno níže. 

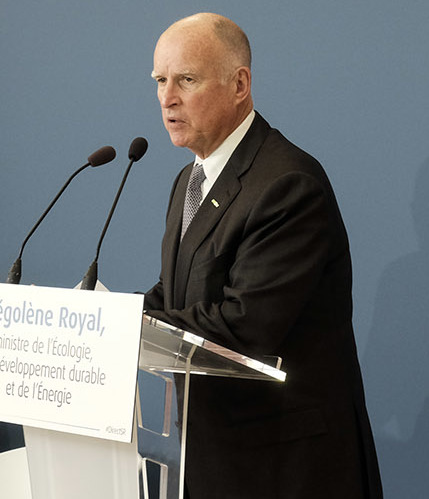
Jerry Brown, v úřadu 1975–1983 a 2011–2019, narozen 7. dubna 1938
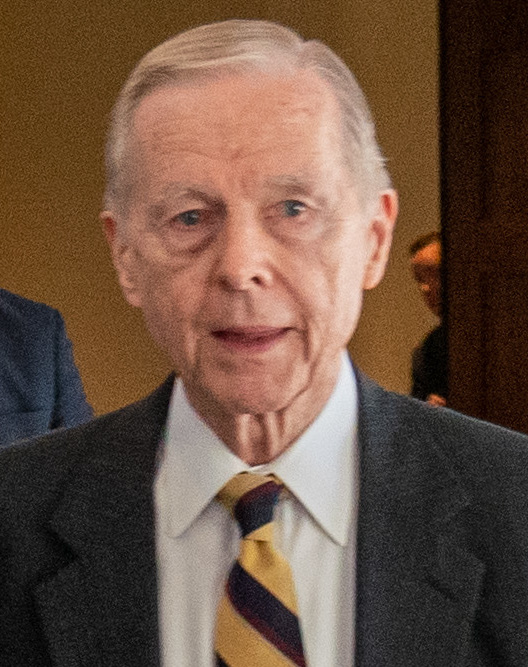
Pete Wilson, v úřadu 1991–1999, narozen 23. srpna 1933
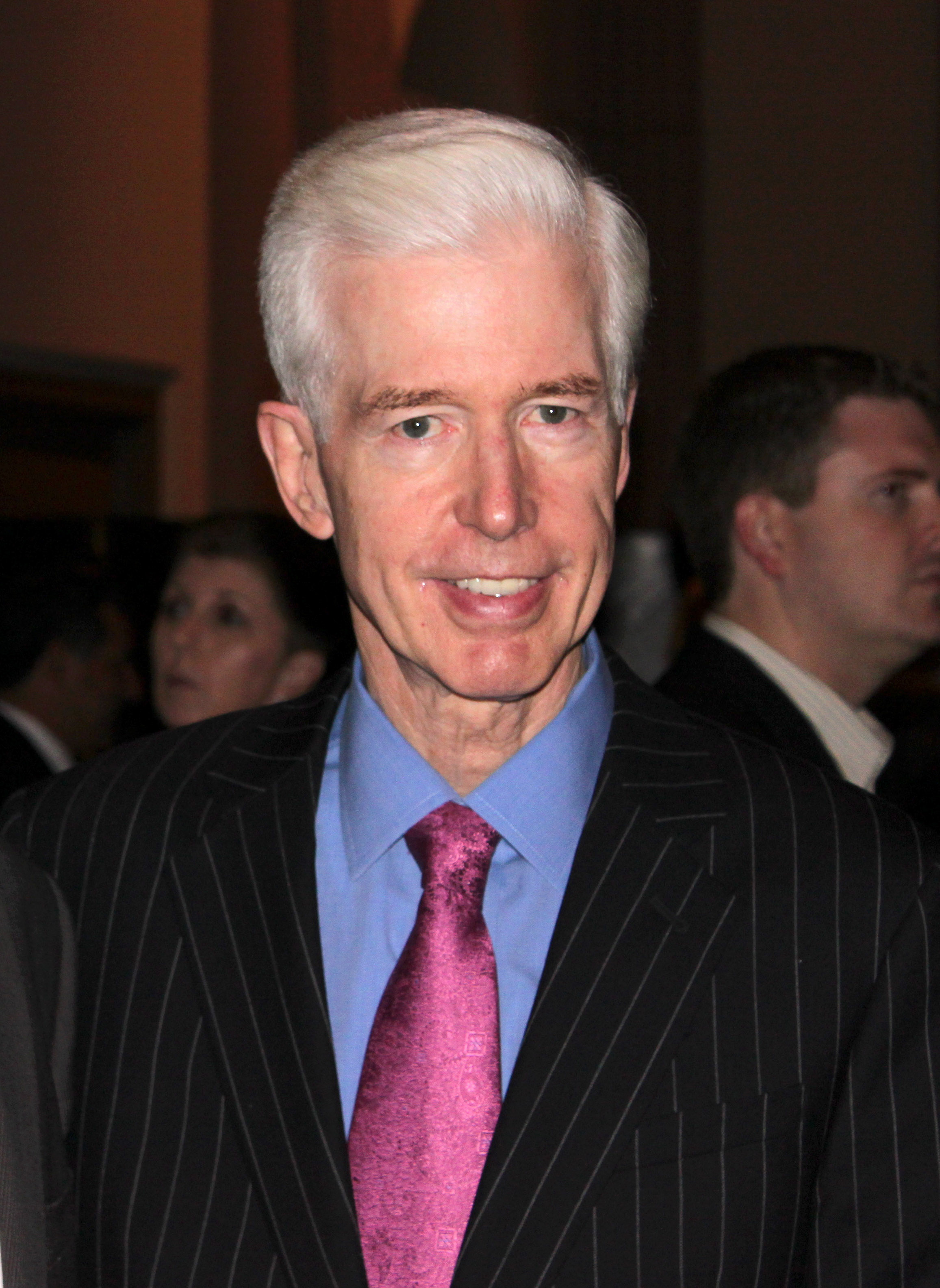
Gray Davis, v úřadu 1999–2003, narozen 26. prosince 1942
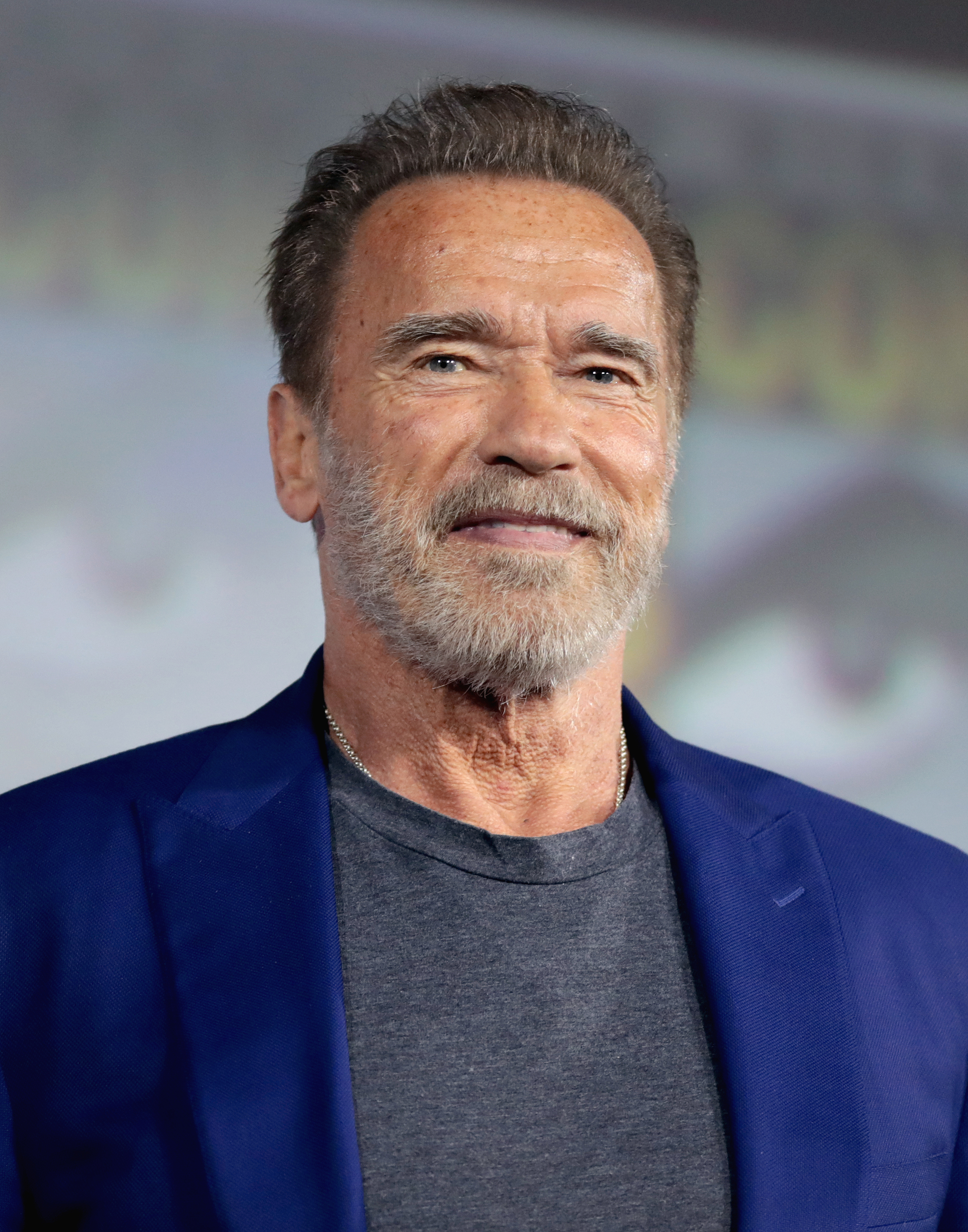
Arnold Schwarzenegger, v úřadu 2003–2011, narozen 30. července 1947